# The Asylum for Wayward Victorian Girls
The Asylum for Wayward Victorian Girls är en självbiografisk roman av den amerikanska artisten Emilie Autumn, utgiven 2009. Boken är en psykologisk thriller i vilken Emilie Autumn vill visa att skillnaderna mellan de viktorianska mentalsjukhusen inte skiljer sig mycket från de moderna. Förstaupplagan sålde slut relativt snabbt och därefter har en andra upplaga börjat säljas via Emilie Autumns webbplats.

## Romanfigurer

### Från modern tid
- Emilie: Hjältinnan på Asylum i den nutida berättelsen.
- Dr. Sharpe: Läkare vid mentalsjukhuset som visar intresse för Emilie.
- Kara: Drogberoende patient på bättringsvägen.
- Violet: Medpatient som utsatts för övergrepp.
- Chloe: Medpatient till Emilie som förs till elektrisk terapi kl. 4 på morgonen. Emilie ser henne aldrig mer.
- J___: Väninna utan namn i Emilies anteckningsbok som kastar ut sina "verktyg".[förtydliga]
- S___: Emilies pojkvän utan namn i anteckningsboken.

### Från viktoriansk tid
- Emily: Hjältinnan på Asylum i den viktorianska berättelsen. Rödhårig. Kallas även "Valentine" på grund av det hjärtformade ärret på sin kind.
- Count de Rothsberg: Upplåter bostad åt Emily; är mycket kränkande.
- Anne: Jungfru som arbetar för greven.
- Dr. Stockill: Chefsläkare vid Asylum. Son till Madame Mournington.
- Madame Mournington: Rektor vid Asylum. Mor till Dr. Stockill. Förmodas sörja sin dotter som dog i späd ålder för länge sedan.
- Sir Edward: Ledarråttan som pratar med Emily och ger henne papper att skriva på.
- Basil: Råtta som pratar med Emily.
- Veronica: Gravt nymfomanisk medpatient. Övertygad om att hon ska lämna sjukhuset följande dag.
- Jolie Rouge: Medpatient. Har yvigt svart hår. Påstår att hon är pirat och berättar alltid historier om sina äventyr. Tvingar andra att kalla henne "Captain" ("Kapten").
- Christelle: Medpatient. Fransyska som går i cirklar.
- Joanna: Medpatient. Tidigare gift. Lögnare.